# John Malecela

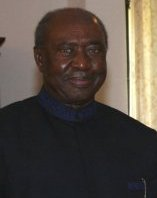
John Malecela (2009)

John Samuel Cigwiyemisi Malecela (* 10. April 1934 in Mvumi, Region Dodoma) war der 6. Premierminister Tansanias vom 9. November 1990 bis 7. Dezember 1994. Im gleichen Zeitraum übte er das Amt des Vizepräsidenten von Tansania aus. Er diente als Vizepräsident des CCM von 1995 bis 2007 und ist bis heute Mitglied des CCM-Zentralausschusses.

## Leben

### Diplomat und Minister
Malecela besuchte von 1942 bis 1946 die Grundschule, anschließend zwischen 1947 und 1952 die Alliance Secondary School sowie von 1953 bis 1954 die Minaki Secondary School. 1955 begann er ein grundständiges Studium der Handelsbetriebslehre an der University of Mumbai, das er 1959 mit einem Bachelor of Commerce (B.Com.) beendete. Nach seiner Rückkehr war er zwischen 1961 und 1962 Distriktverwaltungsbeamter in der Region Mbeya und absolvierte danach von 1961 bis 1962 ein postgraduales Studium an der University of Cambridge. Nachdem er 1963 zurückgekehrt war, war er bis 1964 Regionalkommissar der Region Mwanza, der am Südufer des Victoriasees gelegenen sogenannten Lake Province.
1964 wurde Malecela zum Botschafter in den USA berufen und war zwischen 1964 und 1968 zugleich auch als Ständiger Vertreter Tansanias bei den Vereinten Nationen (UN) in New York City akkreditiert. Danach war er zwischen 1968 und 1969 Botschafter bei der in Addis Abeba ansässigen Organisation für Afrikanische Einheit (OAU) sowie zugleich Botschafter in Äthiopien. 1969 wurde er von Staatspräsident Julius Nyerere zum Kommunikationsminister ernannt und bekleidete dieses Amt bis 1971. Anschließend war er zwischen 1971 und 1972 Gesandter bei der Ostafrikanischen Gemeinschaft (EAC). 1972 löste er Julius Nyerere als Außenminister und Minister für internationale Zusammenarbeit ab und übte dieses Amt bis zu seiner Ablösung durch Ibrahim Muhammad Kaduma 1975 aus. 1975 wurde Makwetta für die damalige Tanganyika African National Union (TANU) im Wahlkreis Njombe erstmals zum Mitglied der Nationalversammlung gewählt und gehörte dieser zunächst bis 1985 an.
1975 übernahm Malecela das Amt des Ministers für Landwirtschaft und Nahrungssicherung und bekleidete dieses zwischen 1977 und 1980 auch in der ersten Regierung von Premierminister Edward Moringe Sokoine. Während dieser Zeit erwarb er 1977 einen Doctor of Philosophy (Ph.D.) an der Hardin–Simmons University (HSU) in Abilene. Nach der Vereinigung der TANU mit der Afro-Shirazi Party (ASP) 1977 wurde er Mitglied der neuentstandenen Partei der Revolution CCM (Chama Cha Mapinduzi). Im ersten Kabinett von Premierminister Cleopa David Msuya übernahm er 1982 das Amt als Minister für Kommunikation, Forschung und soziale Dienste und hatte dieses auch im zweiten Kabinett Sokoine (1983 bis 1984) sowie in der Regierung von Premierminister Salim Ahmed Salim inne. Danach gehörte er zwischen 1985 und 1986 als Mitglied der Gruppe des Commonwealth of Nations für Südafrika an und war zwischen 1987 und 1989 Regionalkommissar der Region Iringa, ehe er von 1989 bis 1990 Hochkommissar im Vereinigten Königreich war.

### Premierminister und Vizepräsident
Nach seiner Rückkehr löste Malecela am 9. November 1990 Joseph Sinde Warioba als Premierminister Tansanias ab und übte dieses Amt bis zu seiner Ablösung durch Cleopa David Msuya am 7. Dezember 1994 aus. Zugleich fungierte er als Vizepräsident und damit als Stellvertreter von Staatspräsident Ali Hassan Mwinyi. 1995 wurde er abermals Mitglied der Nationalversammlung und vertrat in dieser nunmehr bis zum 30. Oktober 2010 den Wahlkreis Mtera.
1996 übernahm Malecela die Funktion als Kanzler der Open University of Tanzania (OUT), der 1992 in Daressalam gegründeten Fernuniversität Tansanias. 2005 wurde er ferner stellvertretender Vorsitzender der Chama Cha Mapinduzi.
Malecela ist mit Anne Malecela verheiratet, die seit 2000 ebenfalls Mitglied der Nationalversammlung ist.